# Seattle SuperSonics 1998-1999
La stagione 1998-99 dei Seattle SuperSonics fu la 32ª nella NBA per la franchigia.
I Seattle SuperSonics arrivarono quinti nella Pacific Division della Western Conference con un record di 25-25, non qualificandosi per i play-off.

## Roster
| N° | Naz.                   | Ruolo | Sportivo           | Anno | Alt. | Peso |
| -- | ---------------------- | ----- | ------------------ | ---- | ---- | ---- |
| 0  | Haiti (bandiera)       | C     | Olden Polynice     | 1964 | 211  | 100  |
| 3  | Stati Uniti (bandiera) | GA    | Dale Ellis         | 1960 | 201  | 93   |
| 4  | Stati Uniti (bandiera) | G     | James Cotton       | 1975 | 196  | 100  |
| 5  | Georgia (bandiera)     | C     | Vladimer St'epania | 1976 | 213  | 107  |
| 6  | Stati Uniti (bandiera) | G     | Moochie Norris     | 1973 | 185  | 79   |
| 7  | Stati Uniti (bandiera) | A     | Rashard Lewis      | 1979 | 208  | 98   |
| 11 | Germania (bandiera)    | A     | Detlef Schrempf    | 1963 | 206  | 97   |
| 12 | Stati Uniti (bandiera) | G     | Drew Barry         | 1973 | 196  | 87   |
| 15 | Stati Uniti (bandiera) | AC    | Aaron Williams     | 1971 | 206  | 100  |
| 20 | Stati Uniti (bandiera) | G     | Gary Payton        | 1968 | 193  | 82   |
| 22 | Stati Uniti (bandiera) | G     | John Crotty        | 1969 | 185  | 84   |
| 24 | Stati Uniti (bandiera) | A     | Don MacLean        | 1970 | 208  | 107  |
| 30 | Stati Uniti (bandiera) | GA    | Billy Owens        | 1969 | 203  | 100  |
| 33 | Stati Uniti (bandiera) | G     | Hersey Hawkins     | 1966 | 191  | 86   |
| 34 | Stati Uniti (bandiera) | C     | Jelani McCoy       | 1977 | 208  | 111  |
| 42 | Stati Uniti (bandiera) | A     | Vin Baker          | 1971 | 211  | 105  |

## Staff tecnico
- Allenatore: Paul Westphal
- Vice-allenatori: Dwane Casey, Bob Weiss, Nate McMillan